# Inktpatroon (vulpen)

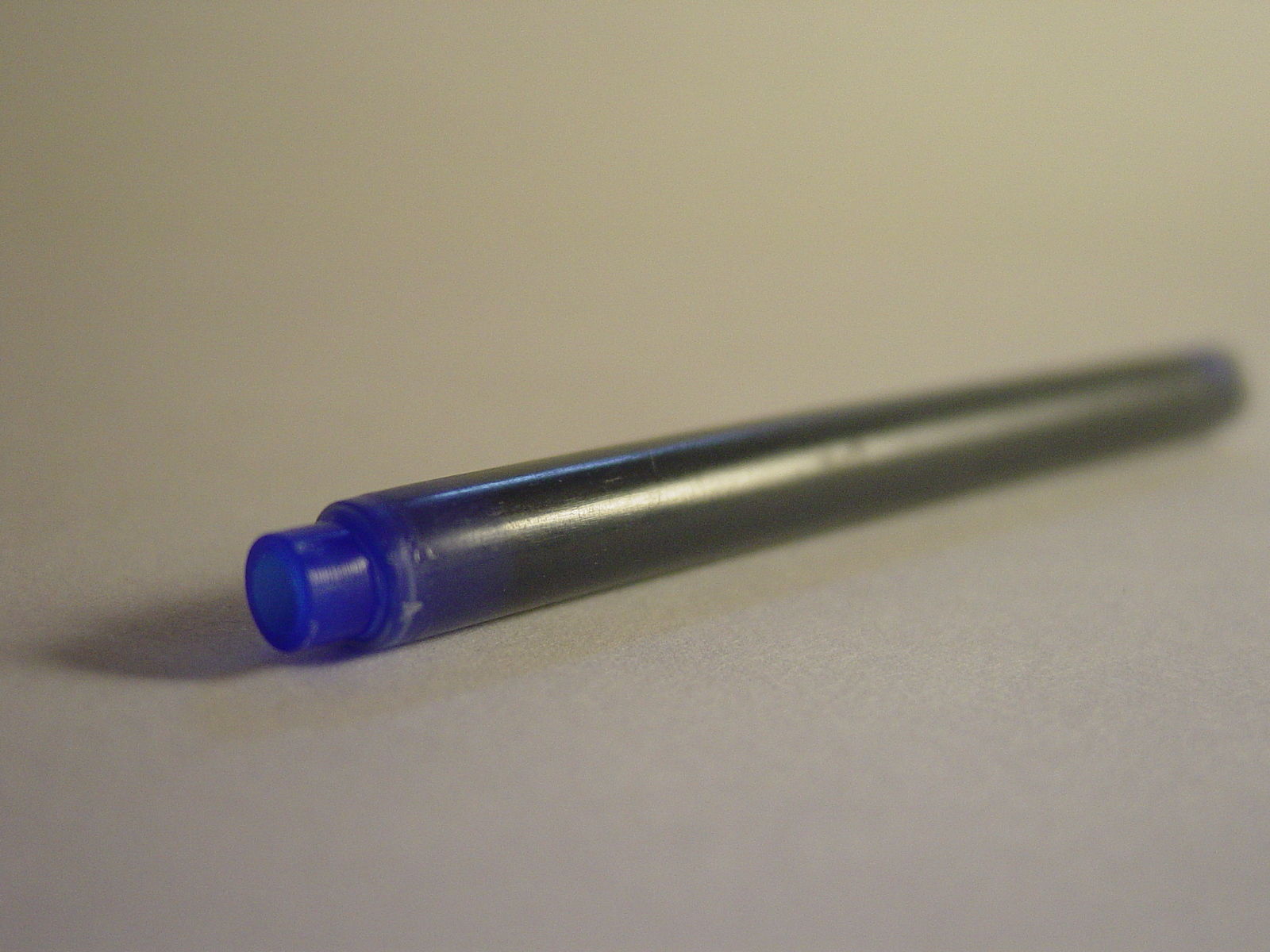
Inktpatroon

Een inktpatroon of inktbuisje is een afgesloten kunststof buisje gevuld met vloeibare inkt, dat voor gebruik in een vulpen gedaan wordt en door het dichtdraaien van de vulpen wordt geopend. Hierdoor kan de inkt het inktkanaal van de vulpen instromen, naar de punt van de pen vloeien en op het papier terechtkomen bij het schrijven.
Het is een alternatief voor het zelf vullen van de vulpen. Inktpatronen geven minder vlekken dan het vullen uit een inktpot. Veel merken, zoals Parker en Waterman, hebben hun eigen model inktpatronen, die niet uitwisselbaar zijn met andere merken vulpennen.
De standaard diameter van de "mond" is 2,6mm.
Er zijn ook standaard inktpatronen, die onder andere door Pelikan geleverd worden. Winkels als de HEMA of Bruna hebben hun eigen merk standaard inktpatronen, die aanzienlijk  goedkoper zijn dan de merkpatronen van bijvoorbeeld Pelikan. De meeste vulpennen zijn geschikt voor inktpatronen, maar ook is  los een pomp te koop, waarmee de vulpen weer uit een inktpot gevuld kan worden.